# Humanes
Humanes é um município da Espanha na província de Guadalajara, comunidade autónoma de Castilla-La Mancha, de área 47,98 km² com população de 1385 habitantes (2007) e densidade populacional de 26,51 hab/km².

## Demografia
| Variação demográfica do município entre 1991 e 2004 | Variação demográfica do município entre 1991 e 2004 | Variação demográfica do município entre 1991 e 2004 | Variação demográfica do município entre 1991 e 2004 |
| --------------------------------------------------- | --------------------------------------------------- | --------------------------------------------------- | --------------------------------------------------- |
| 1991                                                | 1996                                                | 2001                                                | 2004                                                |
| 1193                                                | 1250                                                | 1226                                                | 1272                                                |